# Народна партија Камбоџе
Народна партија Камбоџе (кмер. គណបក្សប្រជាជនកម្ពុជា) је политичка партија која делује у Камбоџи. Основана је 1981. године под именом Народна револуционарна партија Кампућије, а до 1991. је била једина легална партија у држави. Исте године, њено чланство напустило је марксизам-лењинизам и усвојило социјализам. Тренутно је ауторитарна владајућа партија у Камбоџи. Од избора у августу 2023 има 120 места у народној скупштини.

## Историјска позадина
Партија је у почетку деловала као камбоџански огранак Индокинеске комунистичке партије, која се у фебруару 1951. године одлучила раздвојити на три посебне партије за три будуће независне државе, Вијетнам, Камбоџу и Лаос. Камбоџански огранак је у августу 1951. био основан под именом Кампућијска народна револуционарна партија (КПРП).
КПРП је првих година након камбоџанског стицања независности била маргинализована, делом због фракцијских борби, а делом због званичне политике њихових вијетнамских спонзора који су подржавали принца Нородома Сиханука, који је пак малобројне комунисте излагао тешким репресалијама.
Ситуација се променила када је на чело КПРП дошла нова генерација вођа, који су се образовали у Паризу, а којој је на челу био Пол Пот. Они су развили сопствену доктрину марксизма-лењинизма, променили име странке у Радничка партија Кампућије, а касније и Комунистичка партија Кампућије. Од краја 1960-их, та ће партија бити позната као Црвени Кмери, те водити герилски рат против Сихануковог режима.
Након што је генерал Лон Нол у војном удару 1970. године свргнуо Сиханука, изгнани принц се удружио с комунистима, који су под паролом борбе против Американаца заузели велики део земље. У пролеће 1975. године, Црвени Кмери под Пол Потом су дошли на власт и под називом Демократска Кампућија увели један од најзлогласнијих режима у историји, који је најбруталнијим могућим средствима настојао да спроводи најрадикалнију промену друштвеног и економског система у Камбоџи.

## Оснивање партије
Црвени Кмери су убрзо након тога запали у тешке фракцијске сукобе, а део њих је пребегао у суседни Вијетнам, који се све више удаљавао од својих некадашњих идеолошких савезника. Та се групација у Вијетнаму организовала под називом Народна револуционарна партија Кампућије (НРПК). Након Трећег индокинеског рата и вијетнамске инвазије 1979. године, режим Црвених Кмера био је свргнут с власти, а вође НРПК су преузеле власт, прогласивши Народну Републику Кампућију.
Иако тачан датум оснивања НРПК није познат, претпоставља се да је партија основана негде средином 1978. године. Датум који се узима за званично оснивање, мај 1981. године, био је тренутак када је одржан Четврти конгрес НРПК. До тада се постојање партије чувало у тајности.
Нови режим је, међутим, убрзо био принуђен водити рат против остатака Црвених Кмера, с којима су се под паролом избацивања Вијетнамаца из Камбоџе удружиле ројалистичке и антикомунистичке групе, а обилно подржавале САД и Кина. НРПК је на ове притиске средином 1980-их реаговала ублажавањем марксистичко-лењинистичке догме у економским питањима, што јој донело одређену подршку међу камбоџанским сељацима, а новом вођи Хун Сену и одређену популарност.

## Деловање после 1991.
Са завршетком Хладног рата су 1991. године склопљени мировни споразуми, а мисија УН дошла како би у Камбоџи спровела прве вишепартијске изборе. Народна револуционарна партија Камбоџе је на њима учествовала под новим именом, Народна партија Камбоџе. Након што су освојили највише гласова, НПК је формирала коалицију с ројалистичком странком Фунцинпец чији је вођа, принц Нородом Ранарид, постао премијер.
Коалициону владу су првих година мучили тешки сукоби, а године 1997, вођа НПК, Хун Сен, извршио је државни удар, оптуживши Ранарида за сарадњу с побуњеним Црвеним Кмерима. Након тога је НПК владала или сама или у коалицији с популистичком странком Сама Реинсија. Од године 2004, НПК је поновно ушла у коалицију с ројалистима, али је Хун Сен и даље остао премијер. Од последњих парламентарних избора, одржаних 2008. године, Народна партија Камбоџе поседује велику већину у свим органима Националне скупштине.